# Walter Kämpfer
Walter Kämpfer (* 9. Februar 1914 in Luterbach; † 29. Juli 1998 in Lausanne, reformiert, heimatberechtigt in Walterswil) war ein Schweizer Jurist und Bundesrichter.

## Leben
Walter Kämpfer wurde am 9. Februar 1914 in Luterbach als Sohn des Rudolf Kämpfer geboren. Kämpfer absolvierte zunächst eine Ausbildung zum Primarlehrer in Solothurn, daran anschliessend war er von 1934 bis 1940 als Lehrer in Nunningen tätig. In unmittelbarer Folge nahm er bis 1943 ein Studium der Rechtswissenschaften an der Universität Bern auf, das er mit dem Doktorat abschloss. 1945 erwarb Kämpfer das solothurnische Anwalts- und Notariatspatent.
Seine erste berufliche Station war die Stelle als Amtsschreiber in  Kriegstetten, die er bis 1950 innehatte. Danach amtierte Kämpfer von 1951 bis 1953 als Staatsanwalt, bevor er bis 1966 als Richter am Obergericht des Kantons Solothurn, davon zwischen 1962 und 1963 auch als Präsident, tätig war. Dazu war er ab 1963 als Ersatzmann des Präsidenten der Eidgenössischen Schätzungskommission und Präsident der kantonalen Aufsichtsbehörde für Schuldbetreibung und Konkurs eingesetzt.
Im Jahr 1966 wurde Walter Kämpfer schliesslich auf Vorschlag der SP zum Bundesrichter gewählt. In dieser Funktion wirkte er bis  1968 in der II. Zivilabteilung, anschliessend in der Verwaltungsrechtlichen Kammer und ab 1979 bis zu seinem Rücktritt 1980 in der II. Öffentlich-rechtlichen Abteilung des Bundesgerichts.
Walter Kämpfer heiratete im Jahr 1947 Lilly Marta, die Tochter des Sebastian Lacher. Er verstarb am 29. Juli 1998 wenige Monate nach Vollendung seines 84. Lebensjahres in Lausanne.

## Wirken
Walter Kämpfer galt als Spezialist auf den Gebieten Forstpolizeirecht, Lex Furgler sowie Steuerrecht. In Appellationsfällen vertrat Kämpfer eine eher föderalistische Linie und räumte den kantonalen Vorinstanzen einen grossen Ermessensspielraum ein.